# تد کرکپتریک
تد کرکپتریک (انگلیسی: Ted Kirkpatrick; ۲۲ مهٔ ۱۹۶۰ – ۱۹ اوت ۲۰۲۲) موسیقی‌دان، ترانه‌پرداز اهل ایالات متحده آمریکا بود. وی بین سال‌های ۱۹۸۷ تا ۲۰۲۲ میلادی فعالیت می‌کرد.